# Belœil
Belœil (dialectul picard: Beuleul) este o comună francofonă din regiunea Valonia din Belgia. Comuna Belœil este formată din localitățile Belœil, Aubechies, Basècles, Ellignies-Sainte-Anne, Grandglise, Quevaucamps, Ramegnies, Stambruges, Thumaide și Wadelincourt. Suprafața sa totală este de 61,55 km². La 1 ianuarie 2008 avea o populație totală de 13.538 locuitori.
Comuna Belœil se învecinează cu comunele Ath, Bernissart, Chièvres, Leuze-en-Hainaut, Péruwelz și Saint-Ghislain.

## Personalități născute aici
- Christina de Ligne (n. 1955), prințesa imperială a Braziliei.

1. ↑  , Algemene Directie Statistiek[*] https://statbel.fgov.be/fr/open-data/population-par-secteur-statistique-10 Lipsește sau este vid: |title= (ajutor)